# That Hamilton Woman
That Hamilton Woman is een Britse film uit 1941 onder regie van Alexander Korda. Destijds werd de film in Nederland uitgebracht onder de titel Lady Hamilton, over het leven van Emma Hamilton.

## Verhaal
De film begint in Calais waar een oude vrouw wordt betrapt op het stelen van een fles wijn. Ze wordt aangehouden en in de cel gegooid. Daar vertelt ze haar celgenoot Mary Smith dat ze ooit de befaamde Emma, Lady Hamilton was.
In 1786 arriveert de 18-jarige Emma 'Emily' Hart met haar moeder in Napels, waar ze zal trouwen met haar minnaar Charles Greville. Ze wordt opgevangen in het paleis van zijn oom William Hamilton, de Britse ambassadeur. Hij vertelt haar dat Charles diep in de schulden zit en haar aan hem heeft verkocht in ruil voor 5000 pond. Ze voelt zich verraden en pakt onmiddellijk haar koffers weer in.
Sir Hamilton houdt Emma echter tegen door haar een leven aan te bieden waar ze alles kan krijgen wat haar hartje begeert. Ze besluit bij hem te blijven en trouwt uiteindelijk met de ambassadeur. Op een dag worden ze bezocht door de Britse officier en zeeman Horatio Nelson, die aankondigt dat Engeland in oorlog is met Frankrijk. Nelson wil met hulp van Emma steun van de militairen en zij gebruikt haar invloed bij de koningin om dit voor hem te realiseren. De volgende vijf jaren strijden de landen in een uitputtende oorlog en vreest heel Europa voor Napoleon Bonaparte, keizer van Frankrijk.
Dit zorgt voor ergernis bij Nelson, die razend is dat zijn leger niet in opstand durft te komen tegen Napoleon. Hij wordt op een dag bezocht door Emma, die is gechoqueerd als ze ziet dat hij een arm heeft verloren en blind is aan een oog. Ze zorgt er wederom voor dat de koningin hem aan een sterker leger helpt en niet veel later verslaat hij Napoleon in Egypte. Terug in Napels wordt hij onthaald als held, maar wordt hij ook getroffen door een ernstige ziekte. Emma besluit voor hem te zorgen en al snel worden ze verliefd op elkaar. Dit gaat niet onopgemerkt voorbij bij zijn stiefzoon Josiah, die onmiddellijk zijn moeder Lady Nelson waarschuwt.
Nelson vertrekt enige tijd later naar Malta, maar keert al snel terug naar Napels als hij krijgt te horen dat de revolutie is uitgebroken. Hij behoedt de koninklijke familie voor een ondergang, maar wordt om zijn acties gehaat door de Britse Admiraliteit, die hem dwingt in zijn eentje naar Engeland te reizen. Hij neemt Emma met zich mee en wordt hierover geconfronteerd door zijn vrouw. Hij geeft toe van Emma te houden en wil van haar scheiden. Zij zweert hem dit niet te gunnen, zodat hij nooit gelukkig kan zijn. Enige tijd later bevalt Emma van Horatia, Nelsons dochter.
Haar moeder raadt Emma aan haar vete met de oude Hamilton bij te leggen, zodat ze een deel van de erfenis zal ontvangen. Emma weigert dit te doen en blijft bij Nelson, met wie ze naar een huis op het platteland verhuist. Tot 1805 leiden ze daar een gelukkig bestaan. In dat jaar wordt Nelson opgeroepen om Engeland te beschermen tegen Napoleon. Hij leidt het leger in de Zeeslag bij Trafalgar en vlak na de overwinning wordt hij doodgeschoten. Emma sluit haar verhaal af met het moment dat ze het nieuws te horen krijgt en concludeert dat het leven sindsdien beroerd is.

## Rolverdeling
| Acteur           | Personage                        |
| ---------------- | -------------------------------- |
| Vivien Leigh     | Emma 'Emily' Hart, Lady Hamilton |
| Laurence Olivier | Lord Horatio Nelson              |
| Alan Mowbray     | Sir William Hamilton             |
| Sara Allgood     | Mevrouw Cadogan-Lyon             |
| Gladys Cooper    | Lady Frances Nelson              |
| Henry Wilcoxon   | Kapitein Hardy                   |
| Heather Angel    | Mary Smith, de celgenoot         |
| Halliwell Hobbes | Reverend Nelson                  |
| Gilbert Emery    | Lord Spencer                     |
| Miles Mander     | Lord Keith                       |
| Ronald Sinclair  | Josiah                           |

## Achtergrond
De film is gebaseerd op een waargebeurd verhaal en gaat over het leven van Amy Lyon, die werd geboren in 1765. Regisseur Alexander Korda wilde met That Hamilton Woman een 'historische film met moderne parallellen' maken. Naar geruchten heeft hij deze film als opdracht van Winston Churchill gemaakt om standpunten over de Tweede Wereldoorlog te maken. Er is echter te weinig bewijs om dit te bevestigen. Korda wilde de film zo snel mogelijk maken en de opnames, die plaatsvonden in het najaar van 1940 in Californië, duurden dan ook niet langer dan zes weken. Hierdoor was er voor de makers een gebrek aan tijd en werden sommige scènes in één keer opgenomen.
Toen Vivien Leigh en Laurence Olivier, destijds een pasgetrouwde koppel, werden benaderd voor de film, droeg het nog de titel The Enchantress. Leigh en Olivier twijfelden of ze mee wilden werken, omdat ze de Verenigde Staten zat waren en dolgraag terug naar Engeland wilden. Toen ze kregen te horen dat er geen mensen boven de 31 jaar naar Europa mochten met het vliegtuig, besloten ze in Hollywood te blijven en mee te werken aan de film. Leigh was van mening dat ze niet geschikt was voor de rol, maar Korda overtuigde haar mee te werken door haar te vertellen dat het financieel gezien een goed besluit zou zijn. Ze verklaarde dat de vluchtige opnamen te wijten was aan het feit dat door de oorlog het geld snel kon opraken. Korda betaalde daarom de twee hoofdrolspelers alvorens het begin van de opnames. Na de release kreeg ze, naast haar salaris, nog eens extra $3.000 van Korda.
De film werd ten tijde van de Tweede Wereldoorlog uitgebracht en werd door critici veelal bestempeld als propaganda. Hij kreeg kritiek omdat hij Napoleon kenschetste als dictator, een benaming die in die tijd niet voorkwam. Napoleon zou hiermee te veel overeenkomen met Adolf Hitler. Korda moest met deze beschuldiging voor de Amerikaanse Senaat verschijnen. Door de aanval op Pearl Harbor vond deze ontmoeting nooit plaats. Zelf heeft hij altijd beweerd dat hij simpelweg iets over het leven van Nelson wilde vertellen.
Ondanks al het kritiek werd de film een groot succes en bracht wereldwijd $1.149.499 op De voorpremière, die bestond uit slechts twee voorstellingen, lokte een publiek van 11.000 mensen. Het was de eerste buitenlandse film die in Rusland werd gedraaid tijdens de oorlog. De film werd genomineerd voor vier Oscars, waarvan er één werd verzilverd.

## Prijzen en nominaties
| Jaar | Prijs          | Categorie               | Genomineerde(n)                         | Uitslag     |
| ---- | -------------- | ----------------------- | --------------------------------------- | ----------- |
| 1942 | Academy Awards | Beste Geluidseffecten   | Jack Whitney                            | Gewonnen    |
| 1942 | Academy Awards | Beste Speciale Effecten | Lawrence W. Butler, William A. Wilmarth | Genomineerd |
| 1942 | Academy Awards | Beste Art Direction     | Vincent Korda, Julia Heron              | Genomineerd |
| 1942 | Academy Awards | Beste Camerawerk        | Rudolph Maté                            | Genomineerd |